# Choerophryne
Choerophryne ist eine Amphibien-Gattung aus der Unterfamilie der Papua-Engmaulfrösche.

## Beschreibung
Die Pupillen sind horizontal. Die Zunge ist klein, länglich, hinten schwach eingeschnitten und hinten und an den Seiten frei abhebbar. Gaumenzähne und -leisten fehlen. Es sind zwei gezähnelte Gaumenfalten vorhanden. Das Trommelfell ist deutlich erkennbar. Die Finger und Zehen besitzen große Haftscheiben. Die Endphalangen sind knöchern und T-förmig. Zwischen den Metatarsen der 4. und 5. Zehe befindet sich keine Schwimmhaut. Praecoracoide und Claviculae fehlen.

## Vorkommen
Die Gattung kommt nur auf Neuguinea vor.

## Systematik
Die Gattung Choerophryne wurde 1914 von Pieter Nicolaas van Kampen erstbeschrieben. 18 Arten der Gattung Albericus Burton & Zweifel, 1995 wurde 2015 mit der Gattung Choerophryne zusammengelegt. Molekulargenetische Untersuchungen hatten eine Paraphylie der beiden Gattungen ergeben. Zusammen mit 2 im Jahr 2015 neu beschriebenen Arten, 3 im Jahr 2017 beschriebenen Arten und 3 Arten aus dem Jahr 2018 umfasst die Gattung 37 Arten:
Stand: 29. April 2022
- Choerophryne alainduboisi Günther & Richards, 2018[4]
- Choerophryne allisoni Richards & Burton, 2003
- Choerophryne alpestris (Kraus, 2010)
- Choerophryne amomani Günther, 2008
- Choerophryne arndtorum Günther, 2008
- Choerophryne bickfordi Kraus, 2018[5]
- Choerophryne bisyllaba Günther & Richards, 2017[6]
- Choerophryne brevicrus (Günther & Richards, 2012)
- Choerophryne brunhildae (Menzies, 1999)
- Choerophryne bryonopsis Kraus, 2013
- Choerophryne burtoni Richards, Dahl & Hiaso, 2007
- Choerophryne crucifer Günther & Richards, 2017[6]
- Choerophryne darlingtoni (Loveridge, 1948)
- Choerophryne exclamitans (Kraus & Allison, 2005)
- Choerophryne fafniri (Menzies, 1999)
- Choerophryne epirrhina Ianella, Richards & Oliver, 2015[7]
- Choerophryne gracilirostris Ianella, Richards & Oliver, 2014[8]
- Choerophryne grylloides Ianella, Richards & Oliver, 2015[7]
- Choerophryne gudrunae (Menzies, 1999)
- Choerophryne gunnari (Menzies, 1999)
- Choerophryne laurini (Günther, 2000)
- Choerophryne longirostris Kraus & Allison, 2001
- Choerophryne microps Günther, 2008
- Choerophryne multisyllaba Günther & Richards, 2017[6]
- Choerophryne murrita (Kraus and Allison, 2009)
- Choerophryne nigrescens Günther, 2008
- Choerophryne pandanicola (Günther & Richards, 2012)

- Choerophryne pipiens Günther, Richards & Tjaturadi, 2018[9]
- Choerophryne proboscidea Van Kampen, 1914

- Choerophryne rhenaurum (Menzies, 1999)
- Choerophryne rostellifer (Wandolleck, 1911)
- Choerophryne sanguinopicta (Kraus and Allison, 2005)
- Choerophryne siegfriedi (Menzies, 1999)
- Choerophryne swanhildae (Menzies, 1999)
- Choerophryne tubercula (Richards, Johnston & Burton, 1992)
- Choerophryne valkuriarum (Menzies, 1999)
- Choerophryne variegata (Van Kampen, 1923)

Die im Jahr 2015 mit der Gattung Choerophryne synonymisierten 18 Arten der Gattung Albericus waren:
- Albericus alpestris
- Albericus brevicrus
- Albericus brunhildae
- Albericus darlingtoni
- Albericus exclamitans
- Albericus fafniri
- Albericus gudrunae
- Albericus gunnari
- Albericus laurini
- Albericus murritus
- Albericus pandanicolus
- Albericus rhenaurum
- Albericus sanguinopictus
- Albericus siegfriedi
- Albericus swanhildae
- Albericus tuberculus
- Albericus valkuriarum
- Albericus variegatus